# بيتر ميلس
بيتر ميلس (بالإنجليزية: Peter Mills) هو لاعب كرة الريشة بريطاني، ولد في 31 مارس 1988 في نوتنغهام في المملكة المتحدة.

## وصلات خارجية
- بيتر ميلس على موقع BWF.tournamentsoftware.com (الإنجليزية)
- بيتر ميلس على موقع BWFbadminton.com (الإنجليزية)
- بيتر ميلس على موقع اتحاد ألعاب الكومنولث (مؤرشف) (الإنجليزية)